# Selliguea hirsuta
Selliguea hirsuta är en stensöteväxtart som först beskrevs av Tag. och K. Iwats., och fick sitt nu gällande namn av S.Linds. Selliguea hirsuta ingår i släktet Selliguea och familjen Polypodiaceae. Inga underarter finns listade.